# Křesťansko-sociální strana (Rakousko)

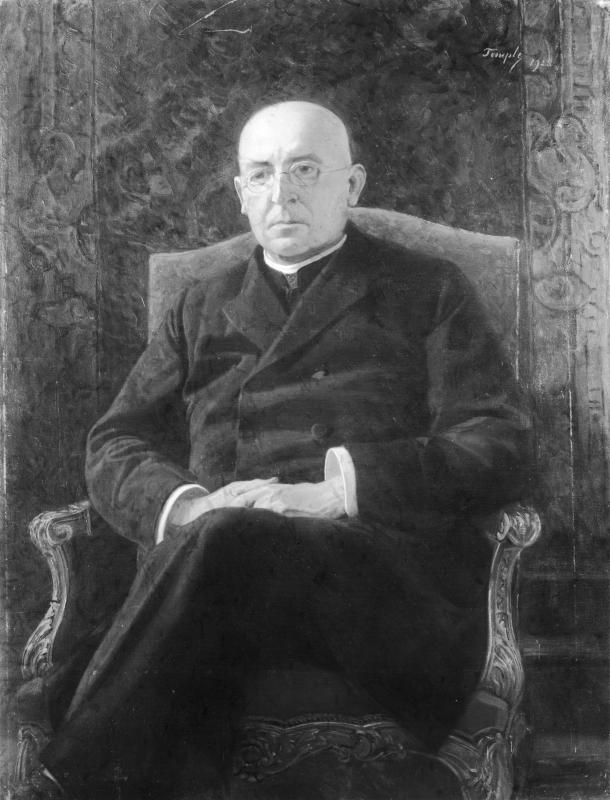
Ignaz Seipel, předseda Křesťansko-sociální strany (1921–1930) a rakouský kancléř

Křesťansko-sociální strana (německy Christlichsoziale Partei) byla rakouská politická strana, založená Karlem Luegerem, jež zastupovala zájmy občanů od roku 1893 do roku 1933. Strana platí za předchůdce dnešní Rakouské lidové strany (ÖVP).

## Historie
Christlichsoziale Partei byla založena v roku 1893. Již po volbách do Říšské rady roku 1891 ale 18 zvolených poslanců utvořilo poslanecký klub nazvaný oficiálně Freie Vereinigung für wirtschaftliche Reform auf christlicher Grundlage, který reprezentoval rodící se křesťansko sociální proud. Podle údajů z prosince 1893 měl klub 11 členů.
Strana se orientovala především na buržoazii a klerikály a tak mohla přitáhnout masy agrárního obyvatelstva. Díky svým loajálním postojům k Rakousko-Uhersku byla strana podporována i šlechtou.
V letech 1907 až 1911 byla nejsilnější stranou v Říšské radě. Za první světové války stála na straně Rakousko-Uherska, později však hlasovala za vyhlášení Německého Rakouska a připojení k Německu. Do roku 1920 byla v koalici se sociálními demokraty, poté jako nejsilnější strana převzala společně s Velkoněmeckou lidovou stranou a Landbundem vládu.
V roku 1933 byla začleněna do Vlastenecké fronty a po anšlusu Rakouska zakázána.

## Seznam předsedů
- Karl Lueger (1893–1910)
- Aloys von Liechtenstein (1910–1918)
- Johann Nepomuk Hauser (1918–1920)
- Leopold Kunschak (1920–1921)
- Ignaz Seipel (1921–1930)
- Carl Vaugoin (1930–1934)
- Emmerich Czermak (1934)

## Volební výsledky

### Volby v Předlitavsku

#### Říšská rada
| Volby | Hlasy   | Hlasy | Mandáty | Mandáty | Pozice |
| Volby | Abs.    | %     | Abs.    | ±       | Pozice |
| ----- | ------- | ----- | ------- | ------- | ------ |
| 1891  | 38 358  | 12.6  | 18/353  |         | 6.     |
| 1897  | 372 395 | 35.2  | 39/425  | ▲21     | ▲4.    |
| 1901  | 295 354 | 27.5  | 25/425  | ▼14     | ▼7.    |
| 1907  | 542 505 | 11.7  | 65/516  | ▲40     | ▲1.    |
| 1911  | 608 346 | 13.4  | 75/516  | ▲10     | ▬1.    |

#### Český zemský sněm
| Volby | Hlasy | Hlasy | Mandáty | Mandáty | Pozice |
| Volby | Abs.  | %     | Abs.    | ±       | Pozice |
| ----- | ----- | ----- | ------- | ------- | ------ |
| 1895  | 1 606 | 1.8   | 2/242   | ▲2      | ▲7.    |
| 1901  | 2 595 | 1.1   | 1/242   | ▼1      | ▼12.   |
| 1908  | 6 508 | 1.6   | 2/242   | ▲1      | ▲11.   |

### Volby v Rakousku

#### Parlament Rakouska
| Volby | Hlasy     | Hlasy | Mandáty | Mandáty | Pozice |
| Volby | Abs.      | %     | Abs.    | ±       | Pozice |
| ----- | --------- | ----- | ------- | ------- | ------ |
| 1919  | 1 068 259 | 35.9  | 69/170  | ▲69     | ▲2.    |
| 1920  | 1 245 531 | 41.8  | 85/183  | ▲16     | ▲1.    |
| 1923  | 1 459 047 | 44.1  | 82/165  | ▼3      | ▬1.    |
| 1927  | 1 757 761 | 48.2  | 85/165  | ▲3      | ▬1.    |
| 1930  | 1 314 956 | 35.7  | 66/165  | ▼19     | ▼2.    |